# Pheidologeton nanus
Pheidologeton nanus är en myrart som beskrevs av Julius Roger 1863. Pheidologeton nanus ingår i släktet Pheidologeton och familjen myror. Inga underarter finns listade i Catalogue of Life.